# オジエル・ノザキ
オジエル・ノザキ（Oziel Nozaki、1974年10月10日 - ）は、ブラジル出身の俳優、タレント、モデル。
日本でブラジルを代表するタレントおよび俳優やモデルとして活動中。また、車の買取業者である「オジエル日本愛してる株式会社」の社長である。名前の本来の表記は不明で、『サキよみジャンBANG』での「ジャンサポ」に『NARUTO』好きブラジル人として出演した際は野崎オジエルになっており、また自身の会社の代表取締役としての名前はオジエル野崎になっている。SixTONESのファン。

## プロフィール
日本人 を祖父に持ち、ハーフにあたる父とブラジル人の母親の間にブラジルで生まれる。本人によると日本に来た理由は、日本人である祖父を見て、自身も祖父とは逆に日本に行って仕事しながら日本文化を学びたいと考え、来日した。来日して5年でブラジルの父親に一軒家を買ったと話している。
『世界くらべてみたら』司会の渡辺直美はブログでオジエルを「とっっっても優しく、仲間思いなオジさん」と称している。同ブログ内でスクールカバンを愛用していることが発覚した（本人曰く、使いやすいから）。
タレントとしては、『世界のみんなに聞いてみた』からはブラジル代表の外国人パネラーとして手を挙げ続ける、ちょっと空気の読めないアホの子キャラクターで人気となり、同番組の外国人メンバー人気投票では一番人気であった。次番組となった『世界くらべてみたら』でも引き続き、アホの子キャラでやはり人気である。さらに、『世界くらべてみたら』ではアホの子キャラから「オジエる」という動詞が作られ、「突然意味不明なことを行って場を盛り下げること」「空気を読まないことの例え」となっている。
また、『世界くらべてみたら』の楽屋撮影ドッキリ内では、気を利かせた行動や色んな物事にリアクションをとっている姿から、国分太一、渡辺直美から気の利く良い奴だと賞賛され、『ニノさん』でも収録後にスタッフに楽をさせてあげたいという思いから楽屋の掃除をしていたり（『せかくら』では弁当のゴミを違う所に捨てたカルロス（ペルー）に注意したり、トルコのサブリナに掃除を振ったりしていた）ことを話しているが、『せかくら』の楽屋ではネタパクりが起きていることも明かしていた（パクってる人のイラストがコートジボワールのサコに良く似ていたが真偽は不明、オジエルは何度か泣いたこともある模様）。二宮和也、上田竜也、ドランクドラゴン塚地などからは「マインドが日本人」と称された。
ブラジル人ならではのサッカー好きでもあり、日本とブラジルのサッカーを愛し、ラモス瑠偉などサッカー選手との交流も深い他、よくサッカーをしている。
基本としてはモデルや俳優やタレントとして活動しているが、2015年8月からは車好きが高じて(？)車の取引をする「オジエル日本愛してる株式会社」を設立し、社長業もこなしている。
2020年1月8日にYoutubeチャンネル「オジエルちゃんねる OZIEL TV」を開設。

## 出演作品

### テレビドラマ
- 「特命係長 只野仁」（テレビ朝日）
- 「花より男子」（TBS）
- 「けものみち」（テレビ朝日、2006年）
- 「NHKスペシャル A級戦犯は何を語ったのか」（NHK、2007年）
- 「バンビーノ!」（日本テレビ、2007年）
- 「プリズナー」（WOWOW、2008年）
- 「Room Of King」第1話（フジテレビ、2008年）
- NHK大河ドラマ
  - 「天地人」（NHK、2009年）
  - 「龍馬伝」（NHK、2010年） - 水兵役
  - 「江〜姫たちの戦国〜」（NHK、2011年） - ルイス・フロイス役
  - 「軍師官兵衛」（NHK、2014年） - ルイス・フロイス役
  - ｢おんな城主 直虎｣ （NHK、2017年）
- 「俺たちは天使だ! NO ANGEL NO LUCK」（テレビ東京、2009年）
- 「坂の上の雲」（NHK、2009年-2011年）
- 「ハンチョウ〜警視庁安積班〜シリーズ5」第6話（TBS、2012年）
- 「遺留捜査」第2シリーズ第4話（テレビ朝日、2012年）
- 「GTO」第10話（フジテレビ、2012年）
- 「ゴーイング マイ ホーム」第1話（フジテレビ、2012年）
- 「警部補 矢部謙三2」 第2話（テレビ朝日、2013年）
- 「ドクターX〜外科医・大門未知子〜」 第2期第8話（テレビ朝日、2013年）
- 「信長のスマホ」（NHK、2023年）- ルイス・フロイス役

### バラエティ
- 「世界のみんなに聞いてみた」（TBS）
- 「メイド・イン・ジャパン」（TBS）
- 「大天才てれびくん」ドラまちがい「熊次郎おとこ旅」（NHK、2011年） - 道明寺太郎役
- 「熱中スタジアム」（NHK）
- 「SMAP×SMAP」（フジテレビ）
- 「アメトーーク」（テレビ朝日）
- 「たけしJAPAN」（テレビ朝日）
- 「飛び出せ!!ワールドモニター」（テレビ朝日）
- 「ダウンタウンのガキの使いやあらへんで!!」（日本テレビ）
- 「ざっくりハイボール」（テレビ東京）
- 「たけしのニッポンのミカタ!」（テレビ東京）
- 「サキよみ ジャンBANG!」（テレビ東京）
- 「D-BOYS BE AMBITIOUS」（テレビ東京）
- 「戦国鍋TV 〜なんとなく歴史が学べる映像〜」"フロイスは見た！"（テレビ神奈川 他） - ルイス・フロイス役
- 「バカヂカラ」(TOKYO MX)
- 「世界くらべてみたら」（TBS）
- 他多数

### 映画
- 「Flying Baby」（2006年）
- 「私は貝になりたい」（2008年）
- 「南京の真実 第1部「七人の死刑囚」」（2008年）
- 「KING OF TOKYO O FILME」（2008年）
- 「MW-ムウ-」（2009年）
- 「KING GAME」（2010年）
- 「そして父になる」（2013年）

### CM
- サランラップ
- HONDA USA ソーラー電池
- ジャワカレー
- セキスイハイム東海

### DVD
- 東京 2008 ONLYPIC
- ギルガメッシュ

### WEBムービー
- 「ジャストシステム特命課」

### アニメ
- 「GIANT KILLING」 - カルロス役（声の出演）

### 広告
- バイオハザード4（ポスター）
- NTT（日本経済新聞）
- JTB（スチール）
- タニタ（パッケージ）